# Гетеродерові
Гетеродерові (Heteroderidae) — родина нематод ряду Тиленхіди (Tylenchida) класу Сецернентії (Secernentea). 

## Класифікація

### Роди
- Afenestrata
- Bilobodera
- Dolichodorus
- Ekphymatodera
- Globodera
- Heterodera
- Hylonema
- Meloidodera
- Meloidogyne